# Хајавоси (Џорџија)
Хајавоси (енгл. Hiawassee) град је у америчкој савезној држави Џорџија. По попису становништва из 2010. у њему је живело 880 становника.

## Демографија
Према попису становништва из 2010. у граду је живело 880 становника, што је 72 (8,9%) становника више него 2000. године.
| Група             | 2000.       | 2010.       |
| Белци             | 777 (96,2%) | 838 (95,2%) |
| Афроамериканци    | 2 (0,2%)    | 3 (0,3%)    |
| Азијати           | 14 (1,7%)   | 11 (1,3%)   |
| Хиспаноамериканци | 13 (1,6%)   | 24 (2,7%)   |
| Укупно            | 808         | 880         |